# Гравийная дорога

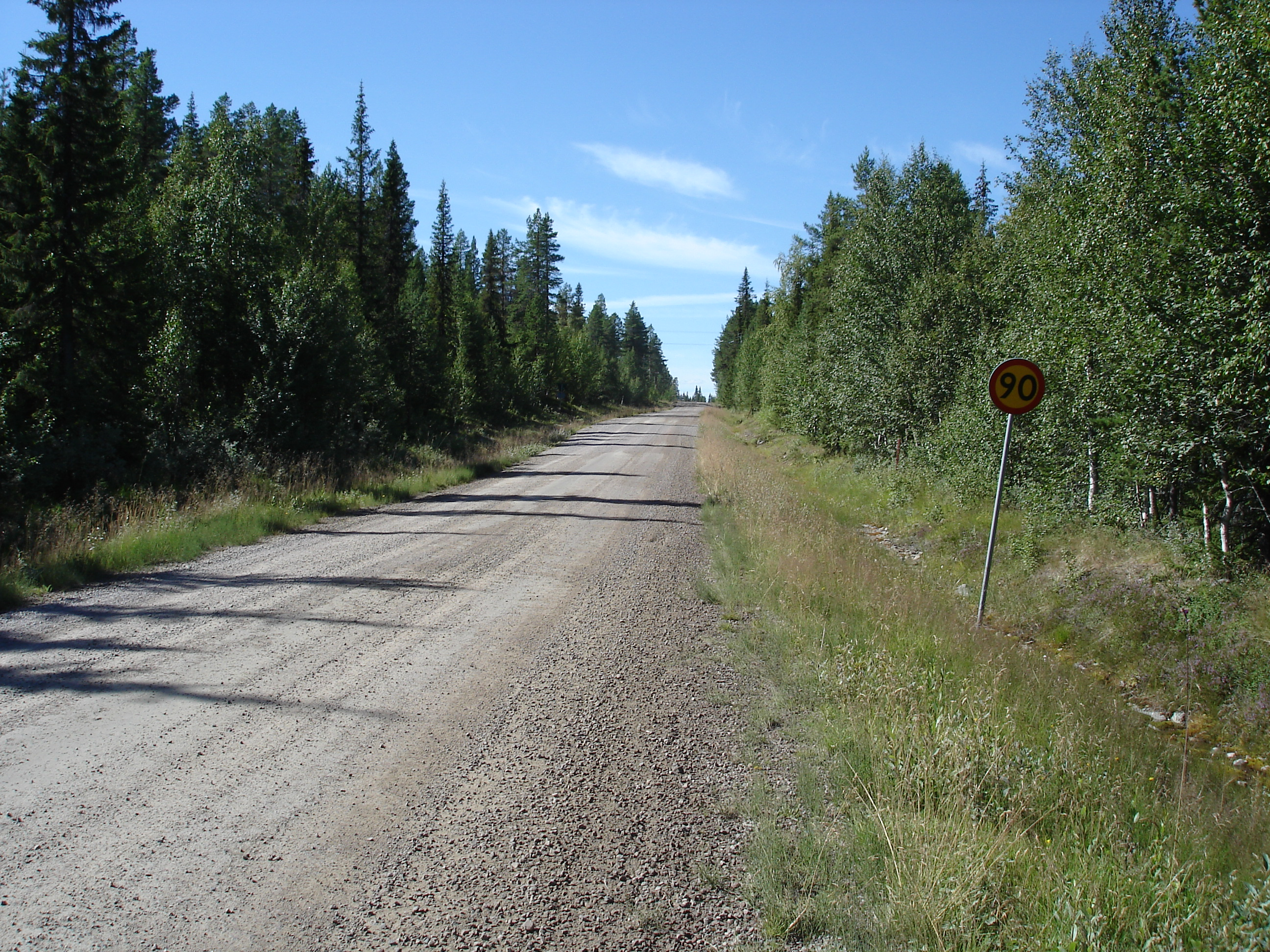
Гравийная дорога в Швеции

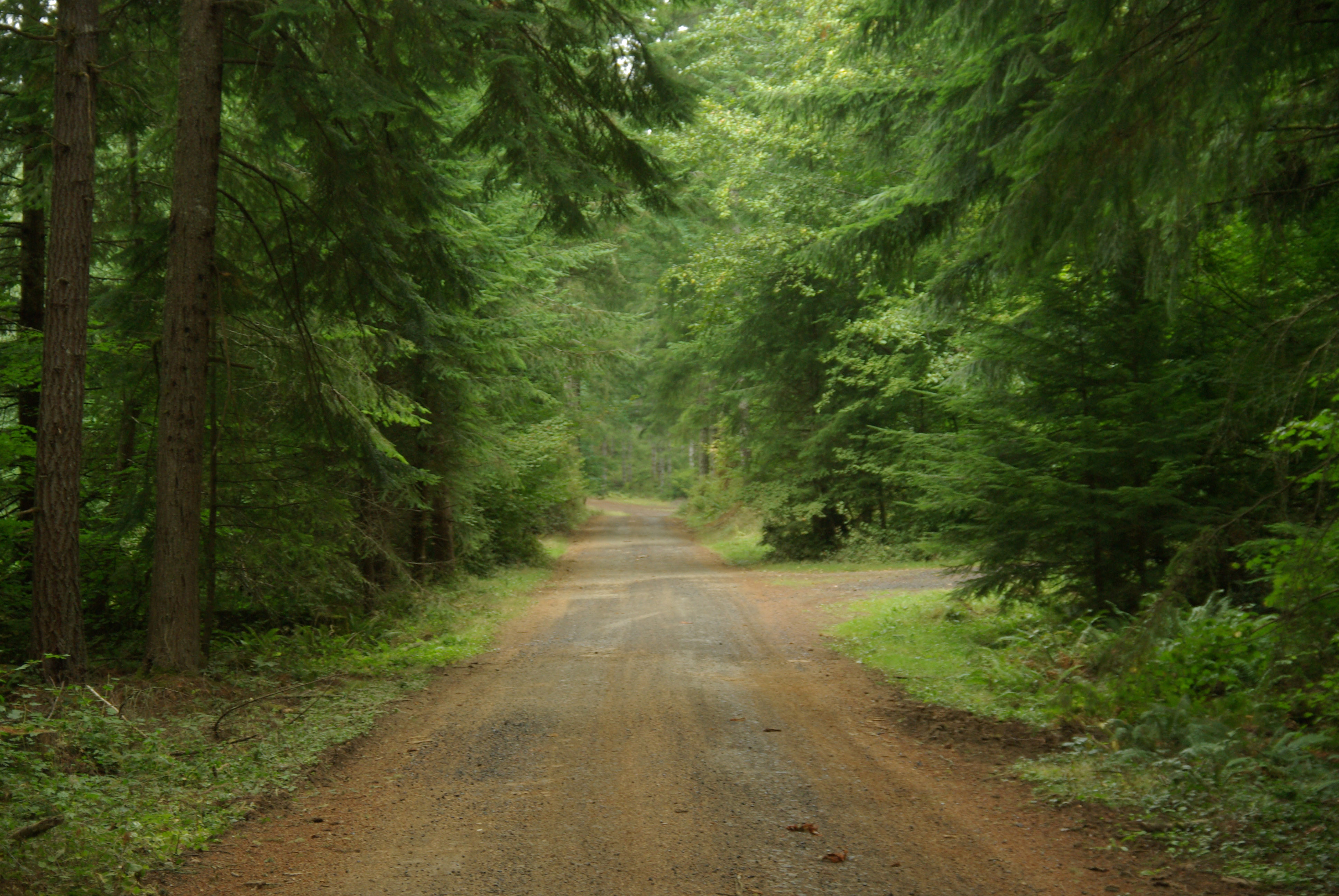
Гравийная дорога в США

Грави́йная дорога (грави́йка) — дорога (автомобильная, тракторная), покрытая гравием.
Обычно у такой дороги две полосы, ширина каждой из них составляет 3 метра. В России гравийные дороги относятся к IV категории.
При проектировании таких дорог расчётная скорость движения составляет 80 километров в час (на пересечённой местности — 60, в горной — 40), однако в действительности из-за быстрого износа и редкого ремонта скорость автомобилей в обычных условиях может падать до 40 километров в час, а после сильного дождя дорога может стать труднопроходимой.
Вследствие особенностей дорожного покрытия, для гравийных дорог характерен выброс гравия из-под колёс автомобиля.
Обычно гравийные дороги строят к небольшим сёлам и деревням, где укладывать дорожные плиты либо асфальт считается экономически нецелесообразным ввиду малого количества жителей и неясности перспективы населённого пункта.
Также гравийное покрытие может встречаться на недостроенных или ремонтируемых участках дорог.